# Espère (Lot)
 Espère  (en occitano Espèra) es una población y comuna francesa, situada en la región de Mediodía-Pirineos, departamento de Lot, en el distrito de Cahors y cantón de Cahors-Nord-Ouest.

## Demografía
| 257 | 353 | 560 | 768 | 799 | 881 |
| Para los censos de 1962 a 1999 la población legal corresponde a la población sin duplicidades (Fuente: INSEE [Consultar]) |     |     |     |     |     |